# سمورز
سْمُورْزْ (بالإنجليزية: مفرد: s'more سْمُورْ، جمع: s'mores سْمُورْزْ) اسم يطلق على حلوة شعبية تقليدية للاجتماعات حول نار المخيم في الولايات المتحدة وكندا، تتكون من حلوى خطمي محمصة فوق النار وطبقة من الشوكولاتة بين قطعتين من بيسكويت غراهام. 

## أصل وتسمية
سمور (s'more) هي كلمة مكونة من عبارة «سوم مور» (some more) ومعناها «المزيد،» لأن من يأكله دائما يريد المزيد منه. عثر على طريقة تحضير في كتاب من طريقات التحضير من نشر شركة كامپفاير سمورز (Campfire Smores) في عشرينات القرن الماضي والكتاب يطلق على الطريقة اسم «شطيرة بيسكويت غراهام» (Graham Cracker Sandwish). يفيد النص أن الشهية كانت لها شعبية عند فتيان الكشافة وفتيات الكشافة في الولايات المتحدة. في 1927، نشرت طريقة تحضير للسمورز في كتاب التنزه وسلك الطرق مع فتيات الكشافة (Tramping and Trailing with the Girl Scouts).

## تحضير
السمورز عامة تحضر باستعمال نار مخيم. يطبخ قطعة من حلوى الخطمي على طرف سيخ من الخشب أو الفلز فوق النار حتى يصير لونها ذهبيا محمرا. تضاف قطعة حلوى الخطمي المسخنة فوق قطعة من الشوكولاتة على نصف من بسكويت غراهام. ونهائيا، يوضع النصف الثاني فوقها لإكمال الشطيرة.
وكذلك، يمكن إعداد السمورز في الدار باستعمال فرن أو ميكرويف أو طقم خاص لإعداد السمورز.

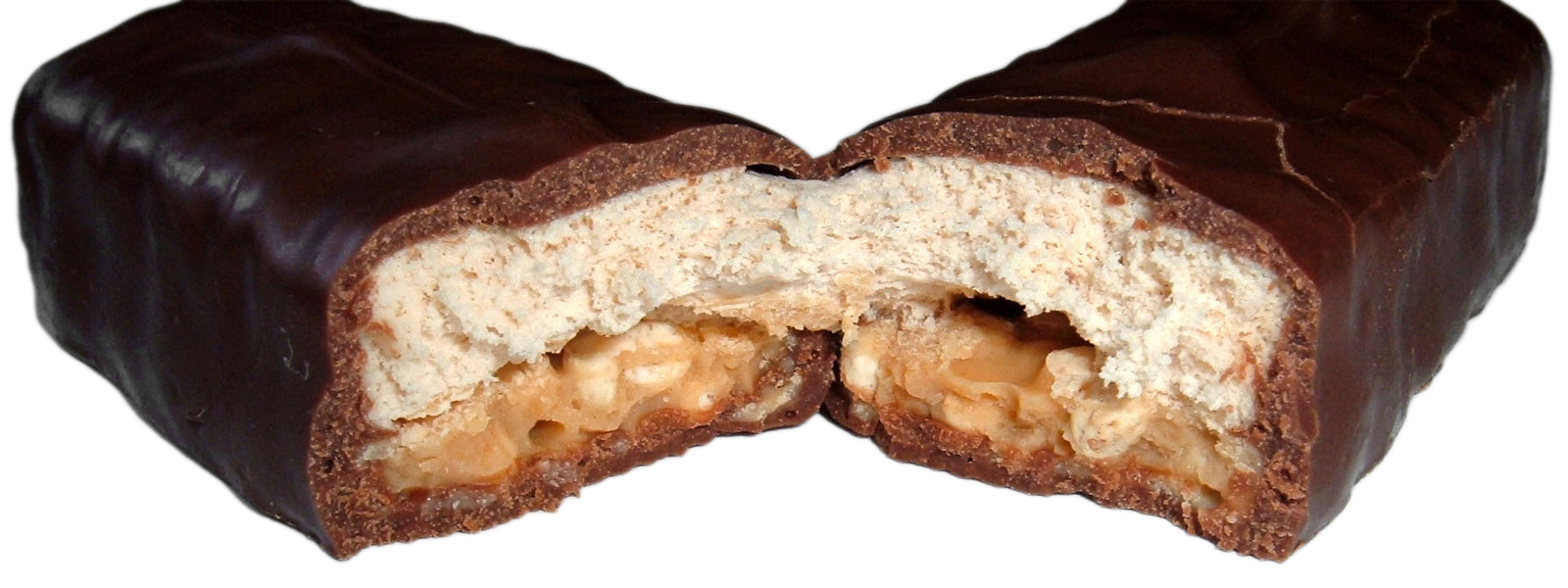
داخل قالب شيكولاتة من نوع سمورز من شركة هيرشي
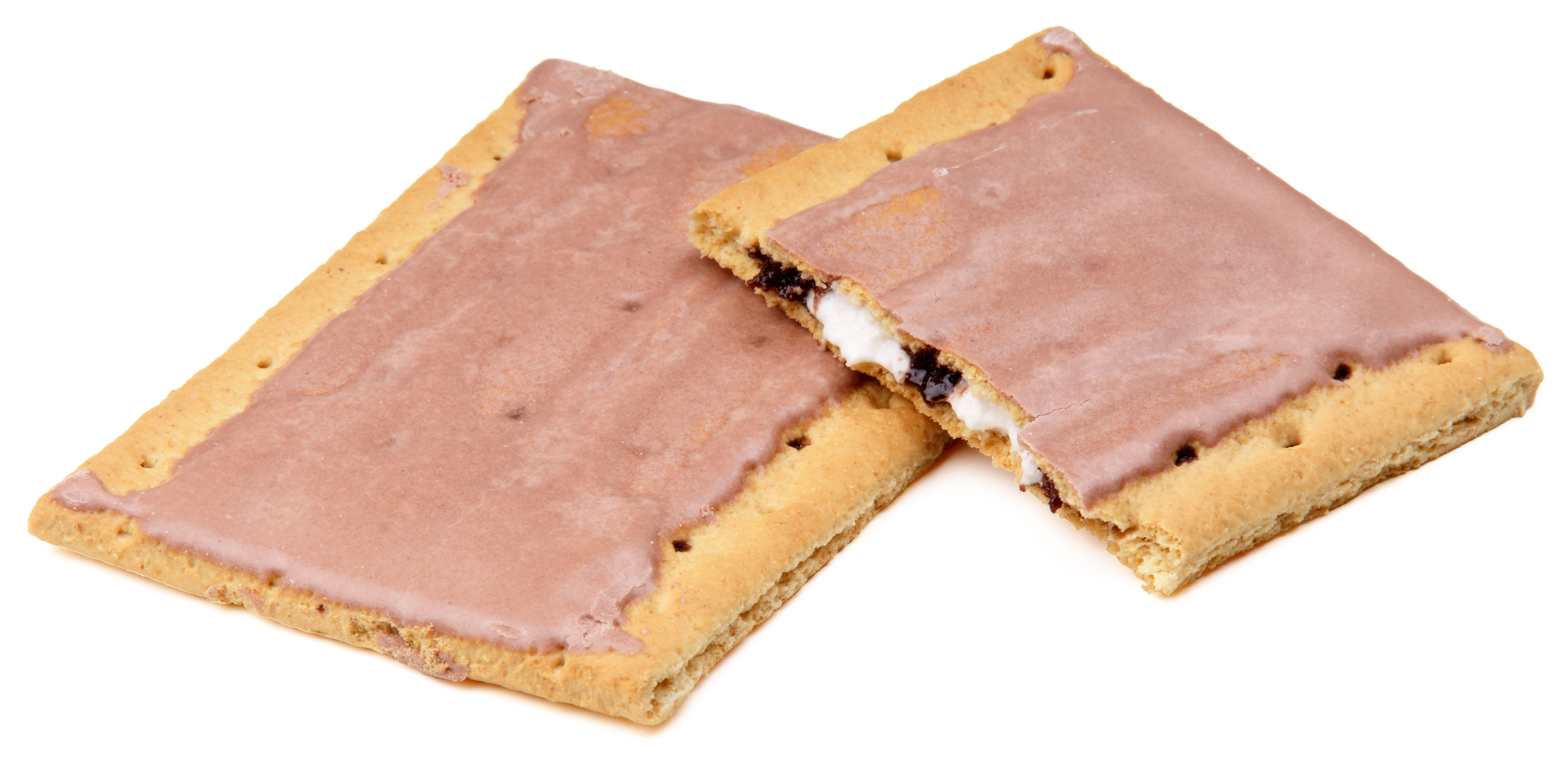
بوبتارتس بنكهة سمورز
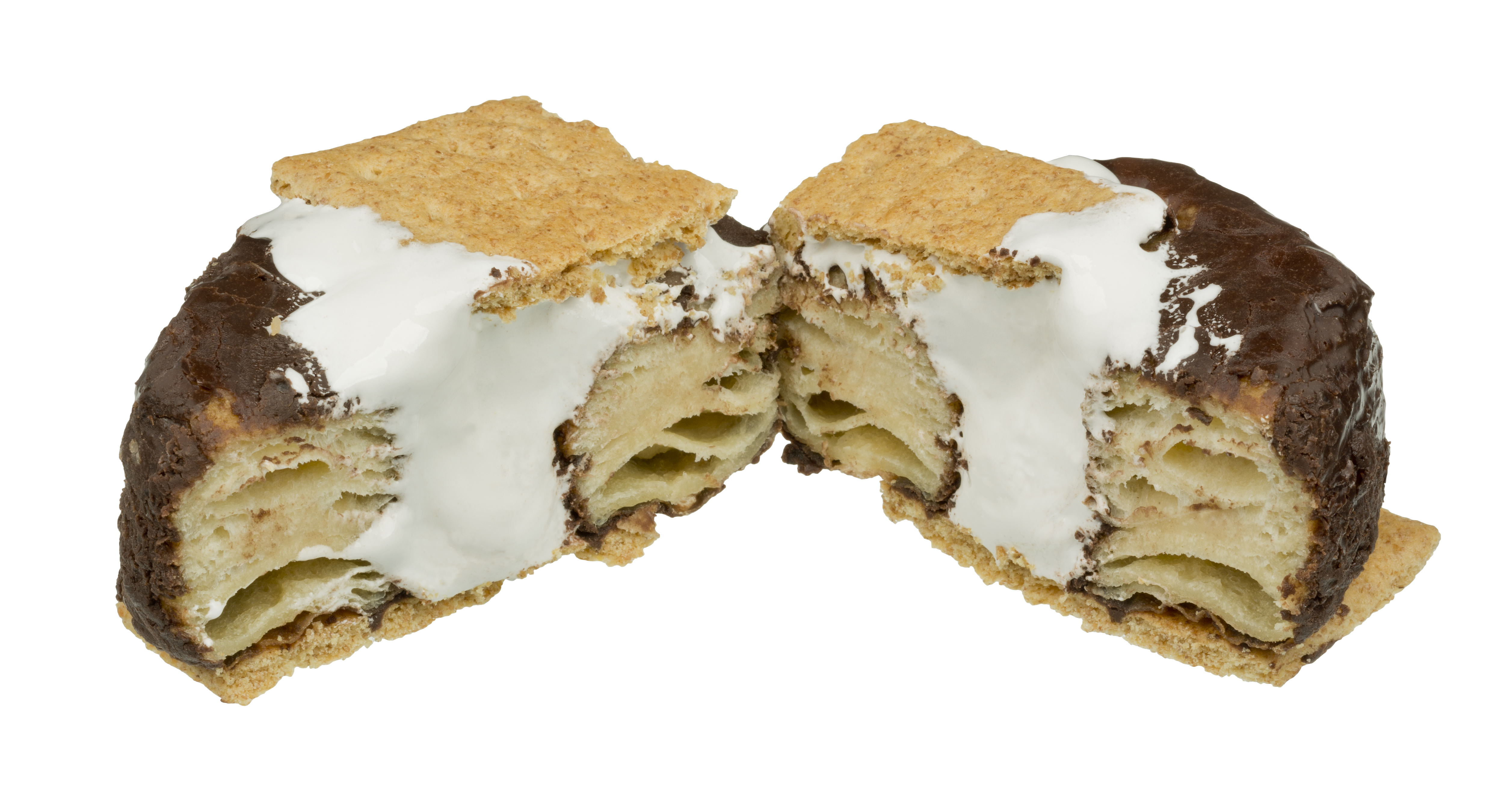
كرونات سمورز
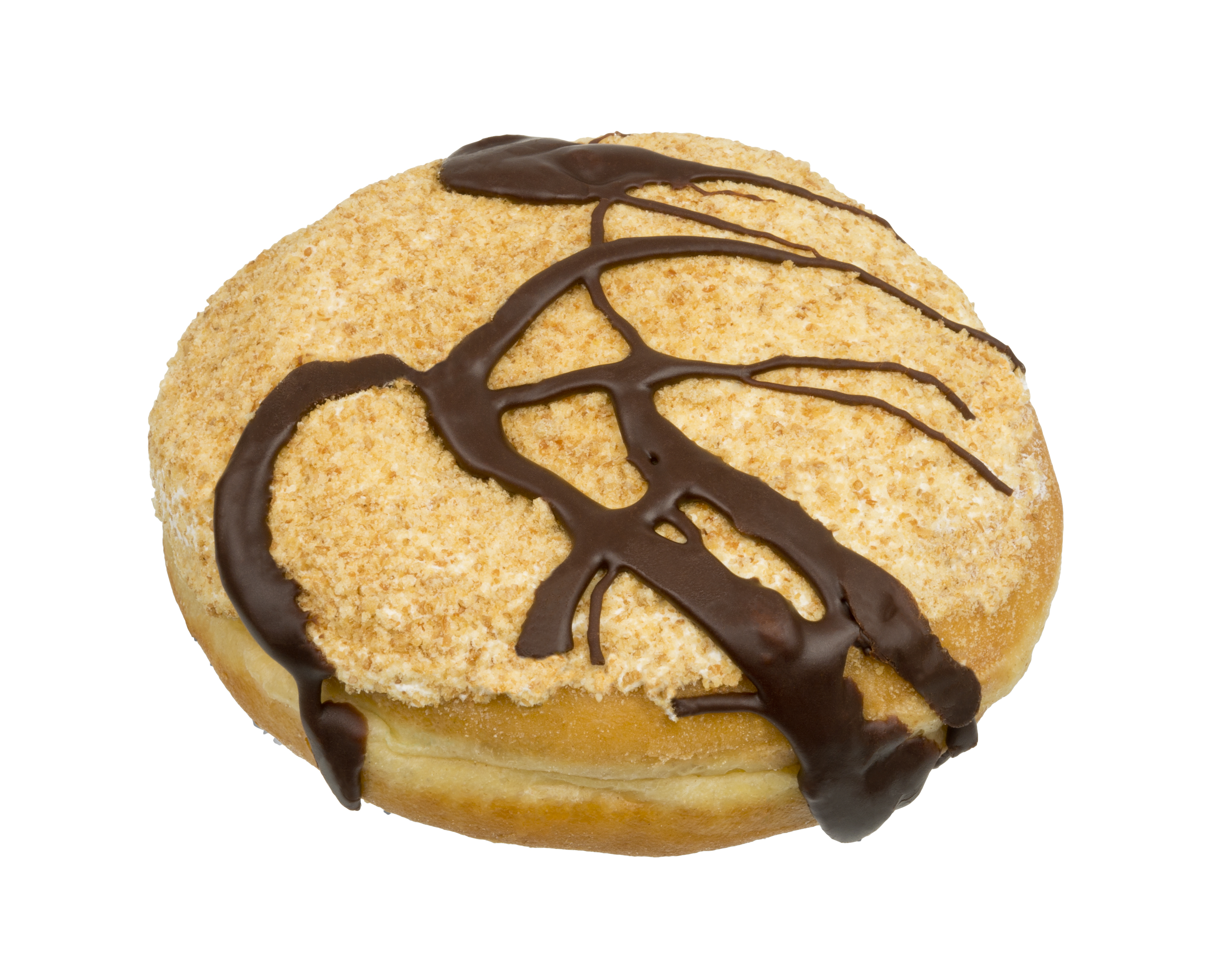
دونات سمورز

## References
1. ↑  "S'more - Definition". ميريام وبستر. مؤرشف من الأصل في 2007-12-18. اطلع عليه بتاريخ 2013-02-19.
2. ↑  "Smores Recipe - How To Make Smores". مؤرشف من الأصل في 2019-04-21.